# Milla (plante)
Pour les articles homonymes, voir Milla.
Genre
Classification APG III (2009)
Milla est un genre de plantes de la famille des Asparagacées, décrit par Antonio José Cavanilles. Il comprend une dizaine d'espèces que l'on trouve du sud des États-Unis, jusqu'au Mexique et au Honduras.

## Liste d'espèces
Selon ITIS :
- Milla biflora Cav.[1] : sud-est de l'Arizona, jusqu'au sud-est du Nouveau-Mexique et du Honduras ;
- Milla biflura Cav.

Autres espèces :
- Milla bryanii I.M.Johnst.[2]: Mexique (Coahuila);
- Milla delicata H.E.Moore[3]: Mexique (Guerrero);
- Milla filifolia T.M.Howard[4]: Mexique (Morelos);
- Milla magnifica H.E.Moore[5]: Mexique (Guerrero, Morelos);
- Milla mexicana T.M.Howard[6]: Mexique (Puebla, Oaxaca);
- Milla mortoniana H.E.Moore[3]: Mexique (Guerrero);
- Milla oaxacana Ravenna[7]: Mexique (Oaxaca);
- Milla potosina T.M.Howard[8]: Mexique (San Luis Potosí);
- Milla rosea H.E.Moore[9]: Mexique (Nuevo León).